# Jean-Baptiste Pillement

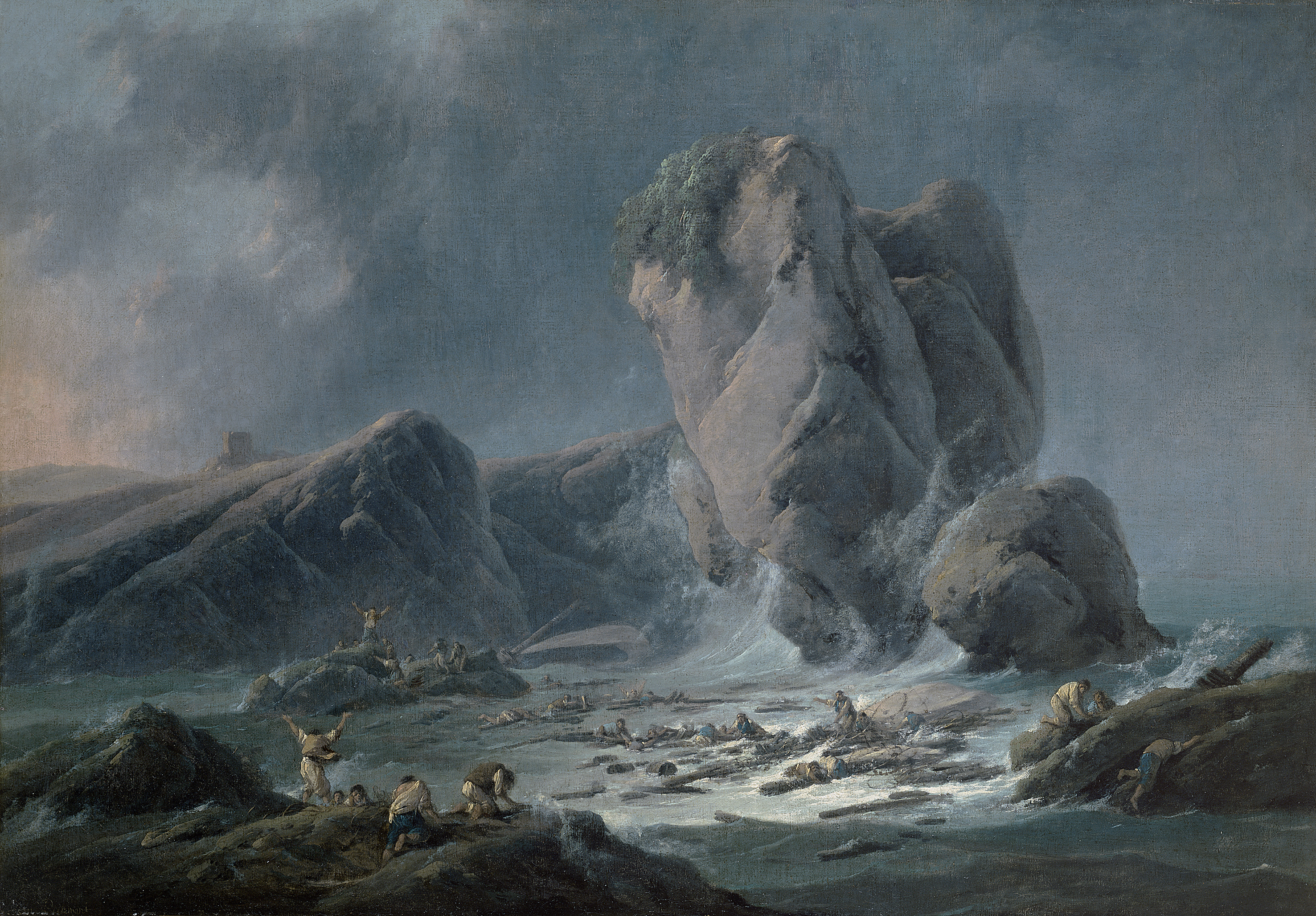
Náufragos llegando a la costa, óleo sobre lienzo, 56 x 80 cm, Madrid, Museo del Prado.

Jean-Baptiste Pillement (Lyon, 1728-1808) fue un pintor y decorador francés, conocido por la delicadeza y refinamiento de los paisajes así como por su influencia en la difusión del estilo rococó y en la extensión por toda Europa del gusto por las chinoiseries, gracias a los grabados que se abrieron a partir de sus obras. Publicó varias obras sobre arte y técnicas decorativas, además de un valioso volumen de memorias.

## Biografía
En 1743 marchó a París para trabajar como aprendiz diseñador en la factoría de tapices Gobelinos. Dos años después, con apenas diecisiete años, viajó a España donde residió cinco años ganándose la vida como dibujante y pintor de paisajes, como revela un paisaje rústico, con pastores y cabras, una cascada y un molino de agua, fechado en 1748. En 1750 se trasladó a  Portugal, iniciando así la más cosmopolita de las carreras artísticas de su tiempo, en la que recorrió las principales ciudades de Europa, de Lisboa a San Petersburgo.
En Portugal gozó de notable éxito y trabajó para la corona, la aristocracia y la burguesía comercial, recibiendo encargos, entre otros, del cónsul holandés en Lisboa, Jan Gildemeester, conocido coleccionista de arte, para quien decoró la llamada Sala Pillement en el palacio de Seteais. 
De 1754 a 1762 residió en Londres, donde publicó su primera obra sobre la decoración de chinoiserie. Influido por los paisajes de Nicolaes Berchem, adoptará ahora un lenguaje más bucólico y artificial. En Londres conoció al dramaturgo David Garrick y a su esposa, la austriaca Eva María Wiegel, que se convirtieron en ávidos coleccionistas de sus obras. En 1763 viajó a Viena donde trabajó para la corte imperial de María Teresa y Francisco I. Reclamado por Estanislao II Poniatowski pasó a Varsovia en 1765 para trabajar en la decoración del palacio real y en el castillo de Ujadzów. Estos trabajos, los más ambiciosos de su carrera, le mantuvieron ocupado hasta 1767. Viajó luego a San Petersburgo y diversas ciudades italianas antes de retornar a Francia en 1768, contratado por María Antonieta para trabajar en el Petit Trianon.
De 1780 a 1789 residió de nuevo en la península ibérica. En 1789, en vísperas de la Revolución francesa, pasó una temporada en Pézenas en el Languedoc. Aquí pintó uno de los tres cuadros que de Pillement conserva el Museo del Prado: Náufragos llegando a la costa, según hace constar una inscripción al dorso. Aunque tratado con un espíritu prerromántico alejado de la estética rococó, el tema había sido abordado en ocasiones anteriores por Pillement, al menos desde que en 1786 recibió desde Madrid el encargo de pintar el naufragio del San Pedro de Alcántara, un navío de guerra español que había zarpado de Perú con metales preciosos y cautivos incas, hechos prisioneros tras la rebelión de Tupac Amaru II. Tras desviarse de su ruta, el barco fue a encallar frente a las costas de Peniche, al norte de Lisboa, hasta donde se desplazó Pillement para estudiar con detenimiento el lugar del naufragio y la recuperación de sus restos.
En 1800 retornó a Lyon donde pasó los últimos años de su vida dibujando patrones para las manufacturas sederas de la ciudad y dando clases en la academia de dibujo fundada por Napoleón.
Además de por sus paisajes al óleo o al pastel, Pillement es conocido por sus ilustraciones, una combinación fantástica de vegetación, flora y fauna con figuras humanas y motivos orientales reproducidos en grabados y utilizados en la decoración de porcelana, tejidos, piezas de orfebrería y papel pintado.